# French & Saunders
French & Saunders war eine britische Comedy-Serie. Die Hauptakteure waren Dawn French und Jennifer Saunders. Ihre Premiere hatte die Sendung am 9. März 1987. Produziert wurde die Serie von der BBC. Eine Folge hatte eine Länge von ca. 30 Minuten. Weiterhin gab es immer wieder verschiedene Sonderproduktionen. Die Serie wurde im Jahr 2005 mit einem Weihnachtsspecial beendet. 2007 folgte noch eine Kurzstaffel mit Zusammenstellungen ihrer früheren Sketche. 

## Inhalt
In den Sendungen werden neben klassischen Sketchen oftmals auch aktuelle Kinofilme oder Musikvideos parodiert. Hierzu gehörten in der Vergangenheit beispielsweise die Der-Herr-der-Ringe-Trilogie, Star Wars oder das Musikvideo zu Me against the music von Britney Spears und Madonna. Eine Parodie der Girlgroup Bananarama als Lananeeneenoonoo mündete in eine erfolgreiche Benefizsingle für die Hilfsorganisation Comic Relief.
Zu Weihnachten gibt es ferner die sogenannten Christmas Specials. Auch mehrere Sondersendungen unter dem Titel French & Saunders at the Movies wurden bereits produziert.

## Auszeichnungen
Die Serie wurde elfmal für die BAFTA-Awards nominiert; gewonnen wurde ein Preis für das Beste Make-Up im Jahr 1994. Weiterhin erhielt die Produktion vier Nominierungen – davon eine gewonnene – bei den Royal Television Society Television Awards. Die Gilde der Drehbuchautoren in Großbritannien zeichnete die Serie im Jahr 1991 mit dem Writers' Guild of Great Britain Award aus.